# Użytki rolne we Wrocławiu
Użytki rolne we Wrocławiu, to wszystkie tereny stanowiące użytki rolne w obrębie miasta wykorzystywane do produkcji roślinnej, ogrodniczej lub zwierzęcej. Mimo że Wrocław jest jednym z największych miast w Polsce i obszarem silnie zurbanizowanym, znaczna część jego obszaru o powierzchni wynoszącej 293 km², zajmują tereny o innym zagospodarowaniu niż zabudowa, w tym użytki rolne stanowią aż 36% powierzchni Wrocławia. Należy jednak zauważyć sukcesywne zmniejszanie się tego wskaźnika.
| rodzaj           | 1985         | 1985                   | 2004                       | 2004                                   | 2007         | 2007                   |
| rodzaj           | powierzchnia | % pow. użytków rolnych | powierzchnia               | % pow. użytków rolnych                 | powierzchnia | % pow. użytków rolnych |
| ---------------- | ------------ | ---------------------- | -------------------------- | -------------------------------------- | ------------ | ---------------------- |
| grunty orne      |              | 79,5%                  | (odłogi i ugory: 4 040 ha) | 70%–75% (z tego odłogi i ugory: 73,4%) |              |                        |
| sady             |              |                        |                            | 2,5%                                   |              |                        |
| ogrody działkowe | 1 200 ha     |                        | 1 435 ha                   |                                        |              |                        |
| razem            | 13 535 ha    | 46% pow. miasta        | 13 200 ha                  | 36% pow. miasta                        | 12 900 ha    |                        |

W pierwszej połowie lat osiemdziesiątych struktura agrarna była zróżnicowana. Z 13 535 ha użytków rolnych, 8 157 ha należało do indywidualnych gospodarstw rolnych (z tego 6 000 ha to gospodarstwa powyżej 0,5 ha, a około 670 ha do działki od 0,1 ha do 0,5 ha, oraz 400 ha to działki poniżej 0,1 ha). Przeciętna wielkość gospodarstwa  indywidualnego wynosiła 1,96 ha. Oprócz gospodarstw indywidualnych funkcjonowały trzy państwowe gospodarstwa rolne oraz jedna rolnicza spółdzielnia produkcyjna. W strukturze hodowli roślin około 50% użytków rolnych zajmowały warzywa, owoce i kwiaty; 35% zboża; 20,2% z ziemniaki; 7% rośliny pastewne. Powierzchnia szklarni w obrębie Wrocławia szacowana była na około 220 000 m2, z czego 67% wykorzystywanych było do produkcji warzyw, oraz około 100 000 m² folii wysokiej, z czego do produkcji warzyw wykorzystywano 90% tej powierzchni.
Proponuje się przekształcenia użytków rolnych we Wrocławiu oraz restytucję lasów na:
- lasy – dla większych obszarów rolnych położonych na obrzeżach miasta
- ogólnodostępne tereny zieleni miejskiej – dla ogrodów działkowych położonych w śródmiejskich rejonach miasta.

Ponieważ miasto generuje znaczne zanieczyszczenia, zarówno komunikacyjne, jak i przemysłowe, to:

Zanieczyszczenie metalami ciężkimi jest najpoważniejszym problemem z punktu widzenia rolniczego lub ogrodniczego użytkowania gleb. Wynika to z trwałości metali w środowisku glebowym oraz powszechności występowania tej formy degradacji.